# Bokol
Bokol is een bestuurslaag in het regentschap Purbalingga van de provincie Midden-Java, Indonesië. Bokol telt 1780 inwoners (volkstelling 2010).